# Liste der Biografien/Gob
Liste der Biografien |
Portal Biografien |
Personensuche
# |
A |
B |
C |
D |
E |
F |
G |
H |
I |
J |
K |
L |
M |
N |
O |
P |
Q |
R |
S |
T |
U |
V |
W |
X |
Y |
Z |
?
 
Ga |
Gb |
Gc |
Gd |
Ge |
Gf |
Gh |
Gi |
Gj |
Gk |
Gl |
Gm |
Gn |
Go |
Gp |
Gq |
Gr |
Gs |
Gu |
Gv |
Gw |
Gy |
Gz
 
Goa |
Gob |
Goc |
God |
Goe |
Gof |
Gog |
Goh |
Goi |
Goj |
Gok |
Gol |
Gom |
Gon |
Goo |
Gop |
Gor |
Gos |
Got |
Gou |
Gov |
Gow |
Goy |
Goz
Die Liste der Biografien führt alle Personen auf, die in der deutschsprachigen Wikipedia einen Artikel haben. Dieses ist eine Teilliste mit 207 Einträgen von Personen, deren Namen mit den Buchstaben „Gob“ beginnt.

## Gob
- Göb, Karl von (1787–1870), Generalverwalter der Bayerischen Posten und Eisenbahnen
- Gob, Nicolas (* 1982), belgischer SchauspielerNicolas Gob (* 1982)

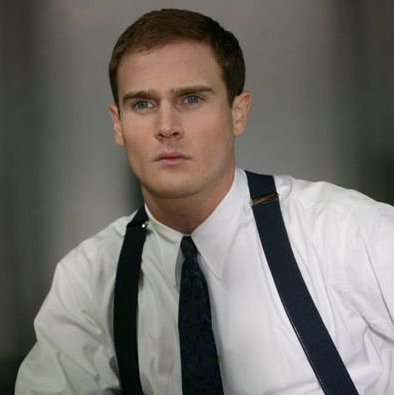
Nicolas Gob (* 1982)

- Göb, Rüdiger (1928–2015), deutscher Jurist, Beigeordneter und Politiker (CDU)
- Göb, Surdham (* 1976), deutscher veganer Koch und Kochbuchautor

### Goba
- Gobadse, Lascha (* 1994), georgischer Ringer
- Gobanz, Joseph (1831–1899), österreichischer Lehrer, Zoologe, Geologe und Geograph
- Gobara, Paul (* 2000), österreichischer Fußballspieler
- Gobas, Frank, Umweltchemiker und Umwelttoxikologe
- Gobat, Albert (1843–1914), Schweizer Politiker und Friedensnobelpreisträger
- Gobat, Georges (1600–1679), Jesuit und Moraltheologe
- Gobat, Marguerite (1870–1937), Schweizer Journalistin, Pazifistin und Pädagogin
- Gobat, Samuel (1799–1879), protestantischer Bischof von Jerusalem

### Gobb
- Gobbaa, Guyyoo, äthiopischer König
- Göbbel, Horst (* 1944), deutscher Schriftsteller, Gymnasiallehrer und Verbandsfunktionär siebenbürgisch-sächsischer Herkunft
- Gobbel, Ulrich van (* 1971), niederländischer Fußballspieler
- Göbbels, Hans (1936–2018), deutscher Fußballspieler
- Göbbels, Horst (* 1939), deutscher Keramiker und Kunsthandwerker
- Göbbels, Hubert (1835–1874), deutscher Architekt, preußischer Baubeamter, Mitinitiator der Deutschen Bauzeitung
- Göbbels, Lisa (* 1993), belgische Politikerin
- Göbbels, Matthias (1961–2024), deutscher Mineraloge
- Gobbels, Petrus († 1856), niederländischer Maler
- Gobbi, Aldo (1915–1973), italienischer Geistlicher und römisch-katholischer Weihbischof in Imola
- Gobbi, Alfredo (1912–1965), argentinischer Geiger, Bandleader und Tangokomponist
- Gobbi, Alfredo Eusebio (1877–1938), uruguayischer Artist, Schauspieler, Sänger, Gitarrist und Tangokomponist
- Gobbi, Anna (* 1918), italienische Kostümbildnerin und Drehbuchautorin
- Gobbi, Diego (* 1995), brasilianischer Squashspieler
- Gobbi, Henri (1841–1920), ungarischer Komponist
- Gobbi, John (* 1981), schweizerisch-italienischer Eishockeyspieler
- Gobbi, Luca (* 1971), san-marinesischer Fußballspieler
- Gobbi, Massimo (* 1980), italienischer Fußballspieler
- Gobbi, Michele (* 1977), italienischer Radrennfahrer
- Gobbi, Norman (* 1977), Schweizer Politiker (Lega)
- Gobbi, Sergio (* 1938), italienischer Filmregisseur und Drehbuchautor
- Gobbi, Stefania (* 1995), italienische Ruderin
- Gobbi, Stefano (1930–2011), italienischer römisch-katholischer Geistlicher
- Gobbi, Tito (1913–1984), italienischer Opernsänger (Bariton)Tito Gobbi (1913–1984)

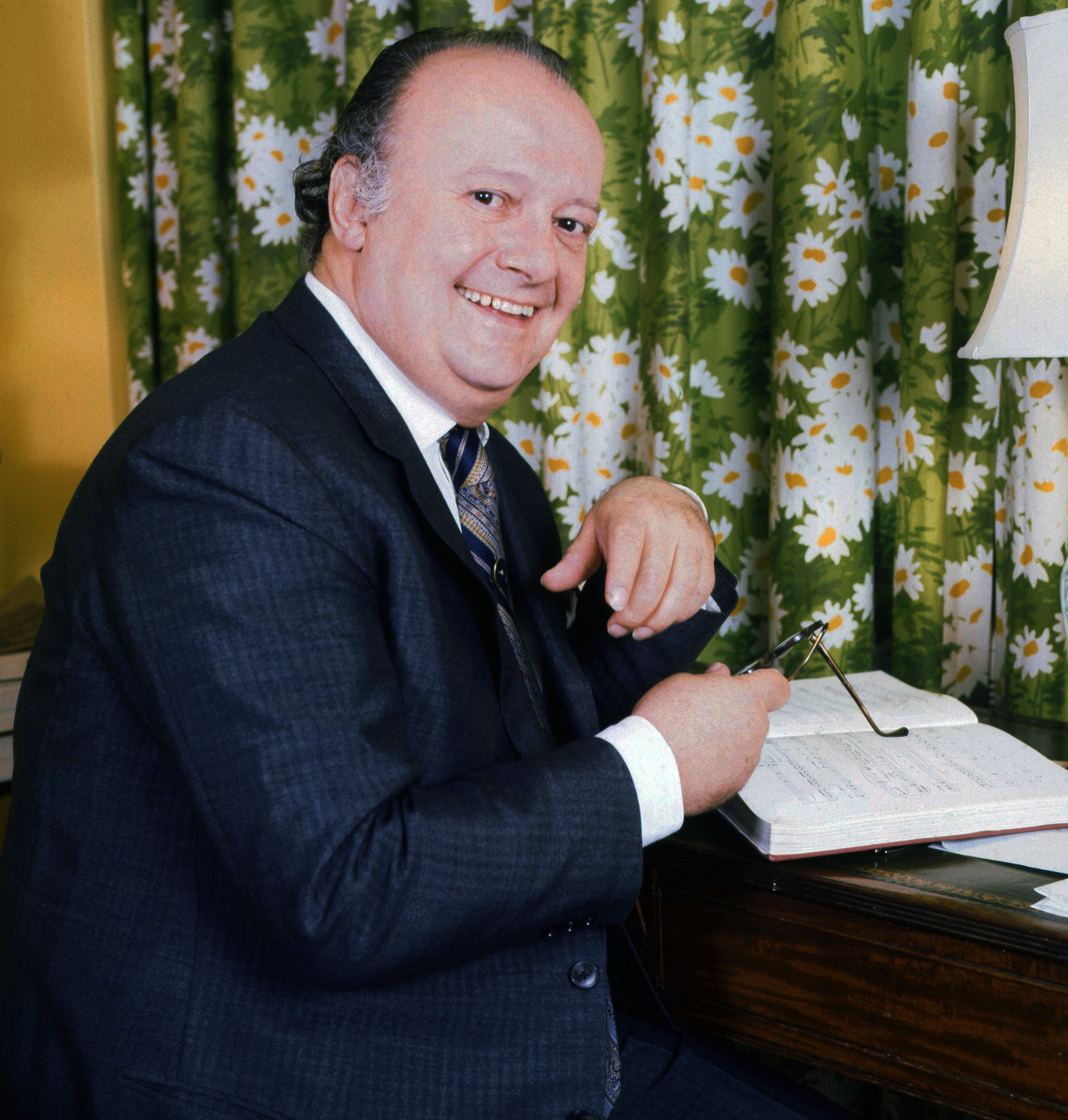
Tito Gobbi (1913–1984)

- Gobbin, Johannes (1833–1881), deutscher Verwaltungsjurist
- Gobbo, Antonio (1857–1907), italienischer Mosaizist
- Gobbo, Gian Paolo (* 1949), italienischer Politiker (Lega Nord), MdEP
- Gobbo, James (1931–2021), australischer Jurist und Gouverneur des Bundesstaates Victoria
- Gobbo, Maddalena Del, italienische Musikerin
- Gobbo, Tessa (* 1990), US-amerikanische Ruderin

### Gobe
- Gobedschischwili, Dawit (* 1963), sowjetischer Ringer
- Göbel, Adolf (1840–1895), deutscher Verwaltungsbeamter
- Göbel, Alexander (* 1974), deutscher Hörfunkjournalist
- Göbel, Alfred (* 1963), deutscher Jurist und Richter am Bundesgerichtshof
- Göbel, Andreas (* 1961), deutscher Soziologe und Hochschullehrer
- Göbel, Anjali (* 1958), deutsche Objekt- und Installationskünstlerin
- Göbel, Barbara (* 1943), deutsche Schwimmerin
- Göbel, Barbara (* 1962), deutsche Ethnologin und Altamerikanistin
- Göbel, Bernd (* 1942), deutscher Bildhauer
- Göbel, Bernd (* 1952), deutscher Fußballspieler
- Göbel, Carl (1857–1940), deutscher Architekt
- Göbel, Carl Christoph (1794–1851), deutsch-baltischer Chemiker
- Göbel, Carolin Sophie (* 1989), deutsche Schauspielerin und SynchronsprecherinCarolin Sophie Göbel (* 1989)

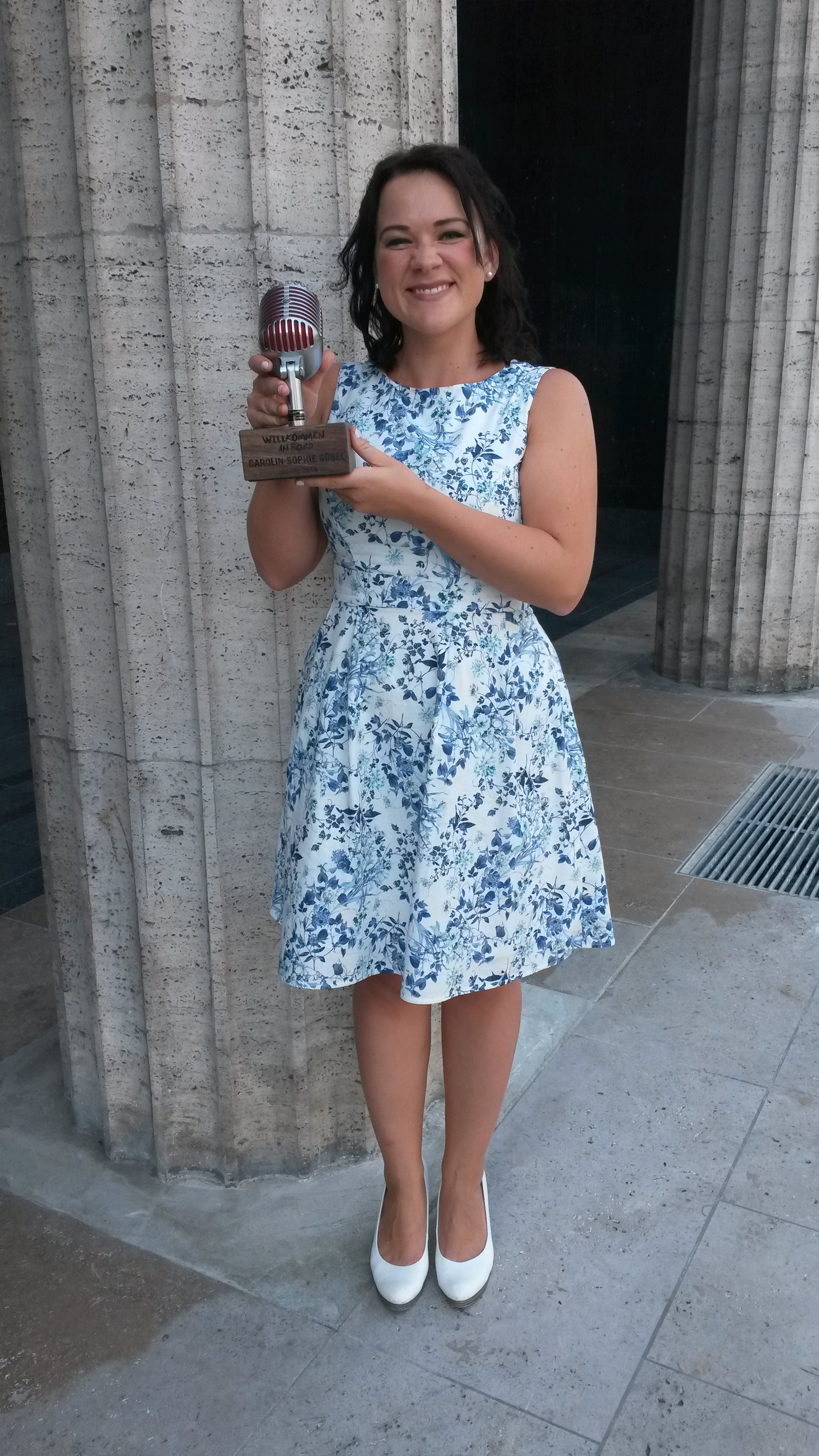
Carolin Sophie Göbel (* 1989)

- Göbel, Christian (* 1973), deutscher Philosoph
- Göbel, Christian (* 1973), deutscher Politikwissenschaftler
- Göbel, Christoph (* 1974), deutscher Politiker (CSU) und Rechtsanwalt
- Göbel, Christoph (* 1976), deutscher Komponist und Hochschullehrer
- Göbel, Christoph (* 1989), deutscher Fußballspieler
- Göbel, Eduard (1867–1945), deutscher Theaterschauspieler und Opernsänger (Tenor) sowie Gesangspädagoge
- Göbel, Ernst O. (* 1946), deutscher Physiker, Präsident der Physikalisch-Technischen Bundesanstalt
- Göbel, Erwin (* 1959), deutscher Sportfunktionär
- Göbel, Eugen (1875–1937), deutscher Architekt und Baubeamter
- Göbel, Frans (* 1959), niederländischer Ruderer
- Göbel, Franz Jakob (1791–1858), deutscher Mathematiker
- Göbel, Fritz (* 1950), deutscher Fußballspieler
- Göbel, Gabi, deutsche Fußballspielerin
- Göbel, Gabriele M. (* 1945), deutsche Schriftstellerin
- Göbel, Gwendolyn (* 2006), deutsche Filmschauspielerin und Kinderdarstellerin
- Göbel, Hartmut (* 1957), deutscher Neurologe und Schmerztherapeut
- Göbel, Heike (* 1959), deutsche Wirtschafts-Journalistin
- Göbel, Heini (1910–2009), deutscher Schauspieler
- Göbel, Heinrich (1787–1847), deutscher Bürgermeister, Landtagsabgeordneter Waldeck
- Göbel, Heinrich (1818–1893), deutsch-amerikanischer Feinmechaniker und ErfinderHeinrich Göbel (1818–1893)

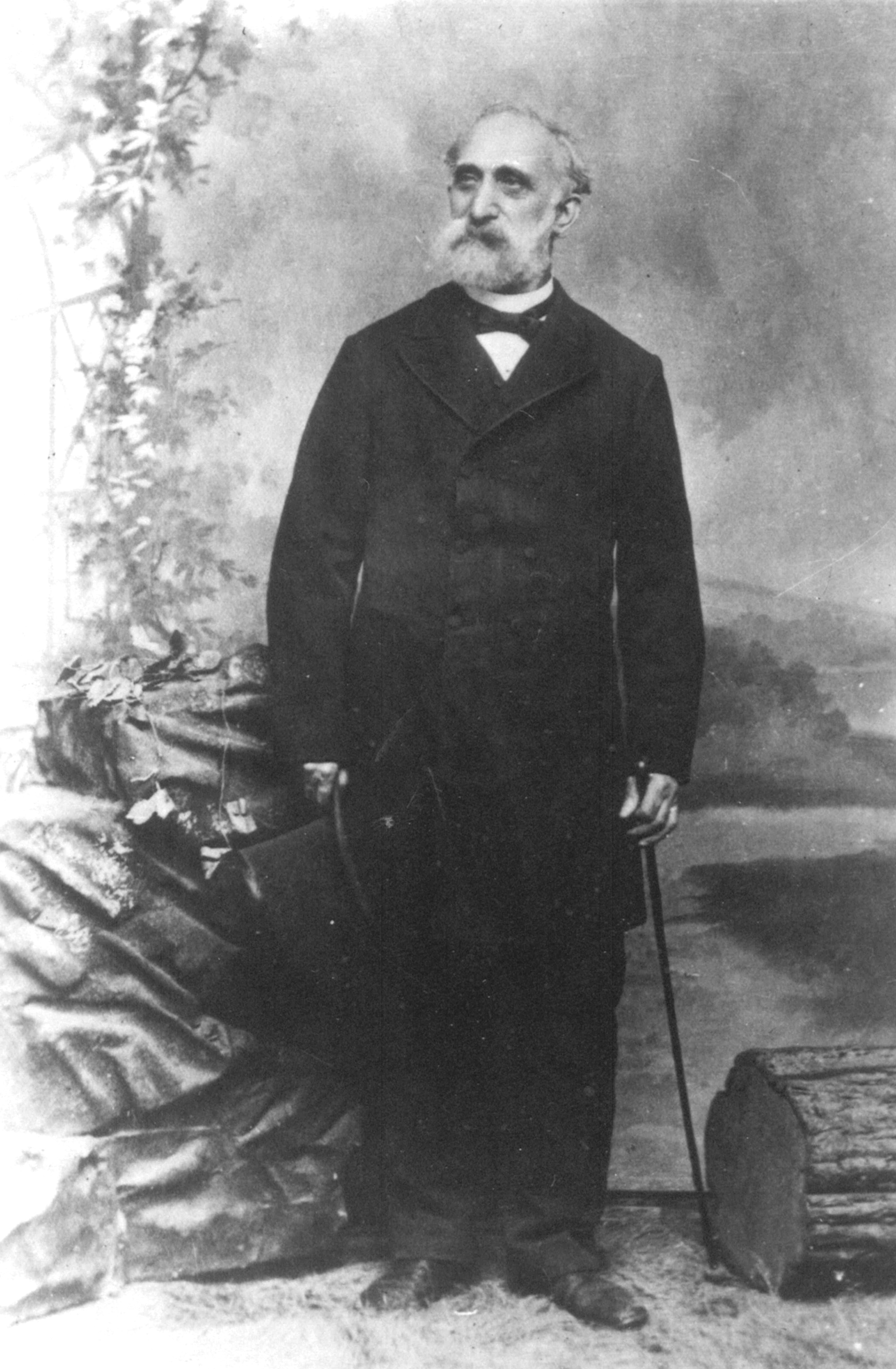
Heinrich Göbel (1818–1893)

- Göbel, Heinrich (1879–1951), deutscher Architekt
- Göbel, Heinz (1947–2013), österreichischer Maler und Grafiker
- Göbel, Jakob (1887–1979), deutscher Politiker (SPD), MdL
- Gobel, Jean Baptiste Joseph (1727–1794), Theologe
- Gobel, Jean-Paul (* 1943), katholischer Bischof
- Göbel, Jessica (* 1981), deutsche Tischtennisspielerin
- Göbel, Joachim (* 1958), deutscher römisch-katholischer Geistlicher
- Göbel, Johann († 1586), deutscher Arzt
- Göbel, Johann Samuel (1762–1798), kursächsischer Finanzsekretär und Historiker
- Göbel, Johann Wilhelm von (1683–1745), deutscher Jurist und Hochschullehrer an der Universität Helmstedt
- Göbel, Just (1891–1984), niederländischer Fußballspieler
- Göbel, Karl (1900–1945), deutscher Offizier, postum Generalmajor im Zweiten Weltkrieg
- Göbel, Karl (* 1903), deutscher Radrennfahrer
- Göbel, Karl (1936–2017), deutscher Politiker (CDU), MdL
- Göbel, Klaus (1942–2021), deutscher Jazzmusiker
- Gobel, Konrad († 1568), Glockengießer und Büchsenmacher
- Göbel, Konstanze (* 1950), deutsche Fotografin
- Göbel, Kurt (1900–1983), deutscher Politiker (DDP, LDP, FDP), MdL
- Göbel, Lena (* 1983), österreichische Künstlerin
- Göbel, Markus (* 1965), deutscher Wirtschaftswissenschaftler
- Göbel, Michael (* 1973), deutscher Zeichner, Objekt- und Installationskünstler
- Göbel, Michelle (* 2004), deutsche Skispringerin
- Göbel, Mike (* 1971), deutscher Fußballspieler
- Göbel, Nana (* 1955), deutsche Autorin, Anthroposophin, Aktivistin für die weltweite Waldorfschulbewegung
- Göbel, Patrick (* 1993), deutscher Fußballspieler
- Göbel, Paul (1870–1921), Oberbürgermeister Heilbronns (1904–1921)
- Göbel, Peter (* 1941), deutscher Eiskunstläufer
- Göbel, Peter (* 1969), deutscher Motorsportler
- Göbel, Ralf (* 1961), deutscher Politiker (CDU), MdB
- Göbel, Rüdiger (1940–2014), deutscher Mathematiker
- Göbel, Sebastian (1628–1685), Theologe und Abt
- Göbel, Severin der Ältere (1530–1612), deutscher Mediziner
- Göbel, Severin der Jüngere (1569–1627), deutscher Mediziner
- Göbel, Thomas, deutscher Diplomat
- Gobel, Thomas (* 1965), deutscher Fußballspieler
- Göbel, Tristan (* 2002), deutscher KinderdarstellerTristan Göbel (* 2002)

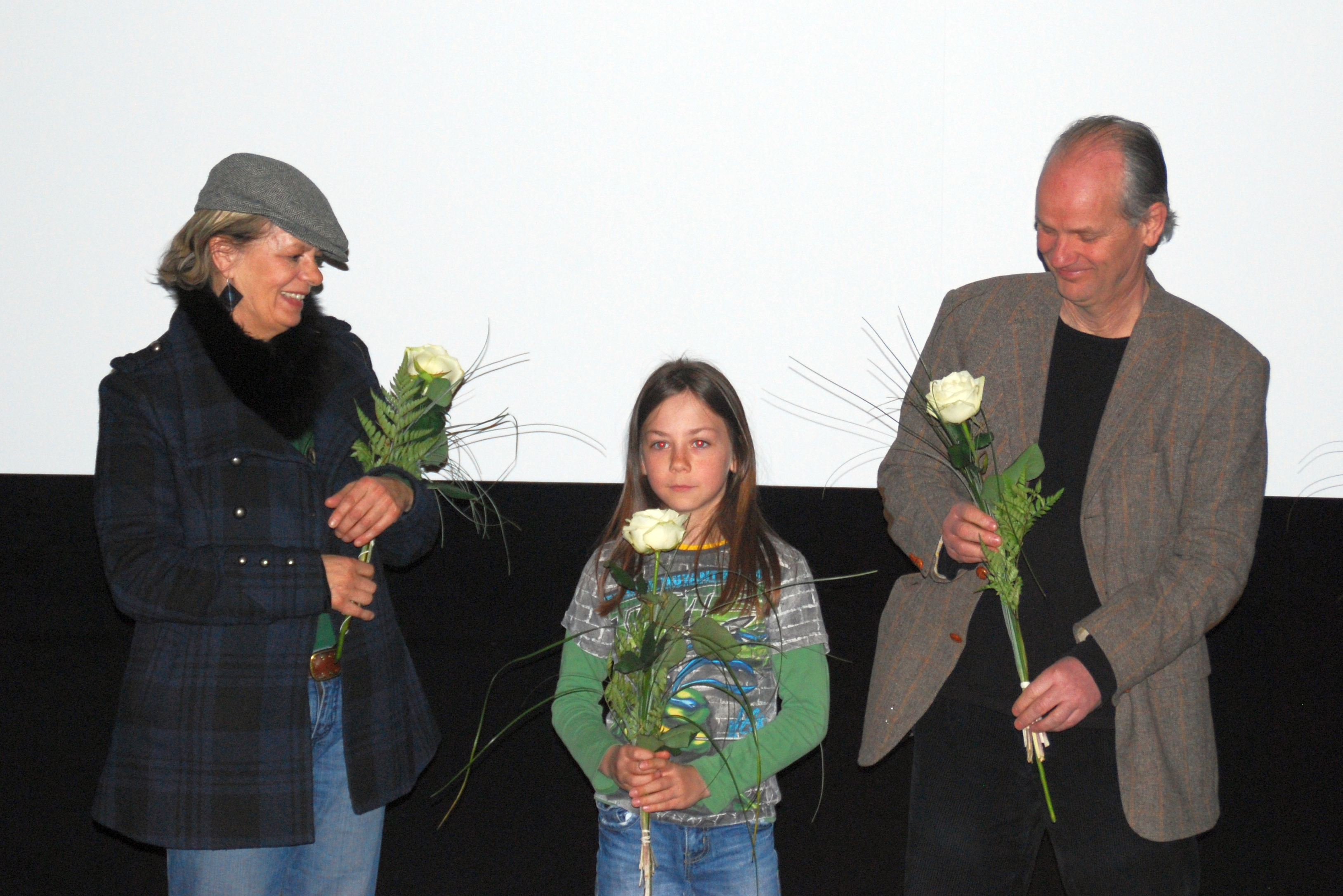
Tristan Göbel (* 2002)

- Göbel, Volker (* 1955), deutscher Fußballspieler
- Göbel, Walter (* 1952), deutscher Anglist, Amerikanist und Hochschullehrer
- Göbel, Werner (1924–1955), deutscher Fußballspieler
- Göbel, Wolfgang (1940–2016), deutscher römisch-katholischer Theologe
- Göbel, Wolfram (* 1944), deutscher Verleger
- Gobelig, Anthon, Landtags-Delegierter
- Gobelius, Cornelius (1570–1611), Weihbischof
- Gobelius, Cornelius (1611–1654), Pfalzgraf des Kaisers und Berater des Bischofs von Bamberg
- Gobelius, Johann Georg (* 1562), Mediziner
- Gobelius, Martin (1535–1598), Geistlicher
- Göbell, Walter (1911–1988), deutscher evangelischer Theologe und Kirchenhistoriker
- Göbels, Hubert (1905–1997), deutscher Pädagoge, Kinderbuchsammler und Autor
- Gobena, Abebech (1935–2021), äthiopische Philanthropin
- Gobena, Amane (* 1982), äthiopische Langstreckenläuferin
- Gobena, Thomas (* 1971), US-amerikanischer Musiker, Manager, Schauspieler und Produzent
- Göber, Emmy (1929–2010), österreichische Politikerin (ÖVP), Landtagsabgeordnete, Mitglied des Bundesrates
- Gober, Hershel W. (1936–2024), US-amerikanischer Politiker der Demokratischen Partei
- Göber, Reinhard (* 1959), deutscher Theater-Regisseur
- Gober, Robert (* 1954), US-amerikanischer Künstler
- Göber, Willi (1899–1961), deutscher Bibliothekar
- Gobern, Lewis (* 1985), englischer Fußballspieler
- Gobert VI. von Apremont († 1263), Herr von Apremont-la-Forêt, Kreuzfahrer, Zisterziensermönch und Eremit
- Gobert, André (1890–1951), französischer Tennisspieler
- Gobert, Anthony (1975–2024), australischer Motorradrennfahrer
- Gobert, Ascan Klée (1894–1967), deutscher Politiker (CDU), MdHB und Autor
- Gobert, Boy (1925–1986), deutsch-österreichischer Theater- und Filmschauspieler
- Gobert, Dedrick (1971–1994), US-amerikanischer Schauspieler
- Göbert, Johannes (1770–1832), deutscher Gutsbesitzer, Grebe und Politiker
- Göbert, Mario (* 1967), deutscher Volleyballspieler
- Gobert, Pierre (1662–1744), französischer Hofmaler
- Gobert, Rudy (* 1992), französischer BasketballspielerRudy Gobert (* 1992)

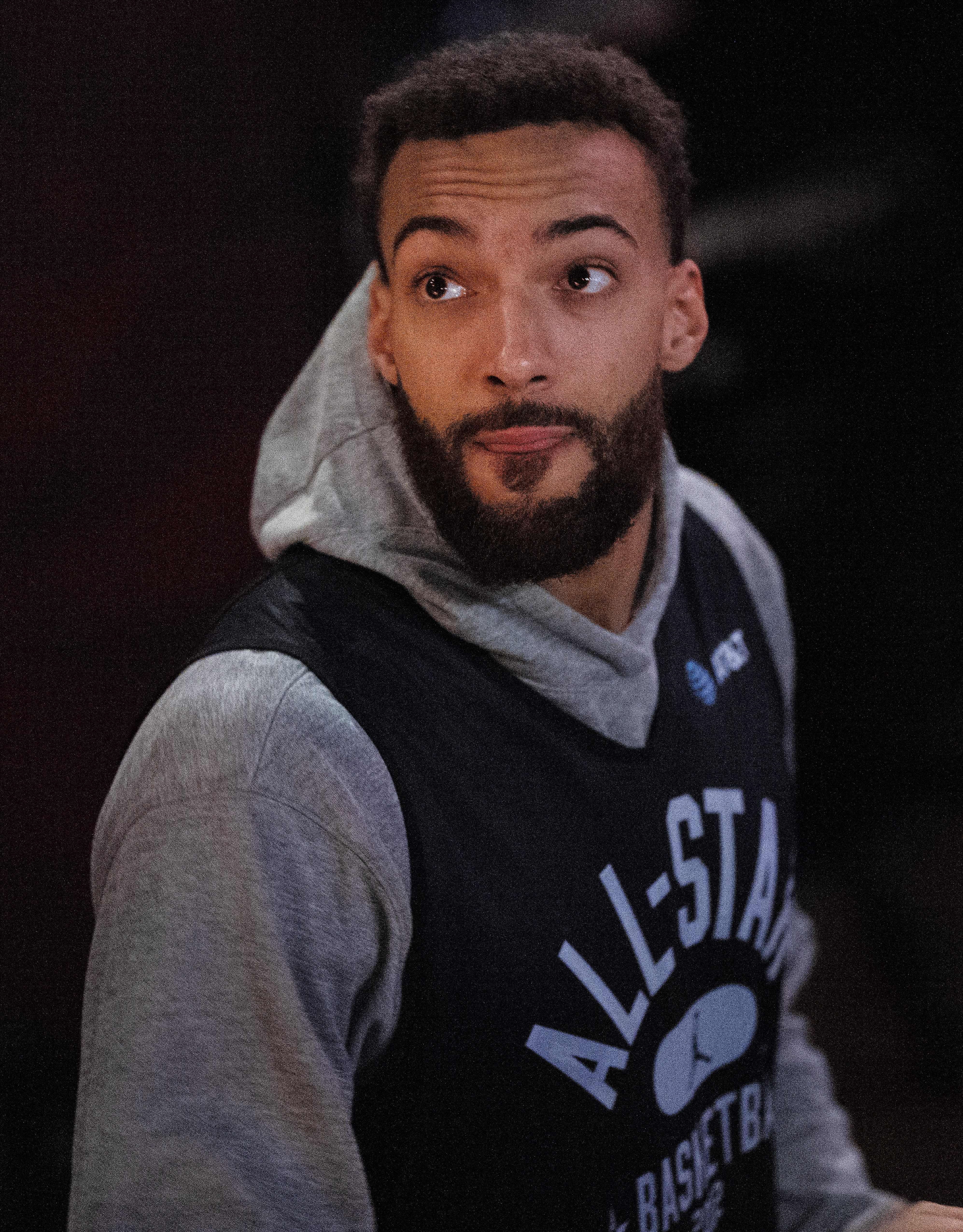
Rudy Gobert (* 1992)

- Goberville, Céline (* 1986), französische Sportschützin
- Gobet, Alexis (* 1943), Schweizer Politiker (CVP)
- Gobet, Christophe (* 1976), Schweizer Trapez-Artist
- Gobet, Fernand (* 1962), Schweizer Psychologe und Schachspieler
- Gobet, Louis (1908–1995), Schweizer Fussballspieler
- Gobet, Nadine (* 1969), Schweizer Politikerin (FDP.Die Liberalen)
- Gobetti, Ada (1902–1968), italienische Antifaschistin, Journalistin, Partisanin, Politikerin und Übersetzerin
- Gobetti, Paolo (1925–1995), italienischer Filmjournalist und Dokumentarfilmer
- Gobetti, Piero (1901–1926), italienischer Publizist, Politiker und Antifaschist

### Gobh
- Göbhardt, Heinrich (1742–1816), Zisterzienser; Abt des Klosters Bronnbach

### Gobi
- Gobiet, Anatole (1875–1958), deutscher Unternehmer
- Gobiet, Bernhard (1892–1945), deutscher Landschafts- und Figurenmaler
- Gobiet, Ronald (* 1947), österreichischer Kunsthistoriker und Denkmalpfleger, Landeskonservator für das Bundesland Salzburg
- Göbig, Georg, deutscher Turner
- Göbig, Sebastian (* 1985), deutscher Fußballspieler
- Gobillard, Paule (1867–1946), französische Malerin
- Gobilliard, Emmanuel (* 1968), französischer Geistlicher, römisch-katholischer Bischof von Digne
- Gobillot, Marcel (1900–1981), französischer Radrennfahrer
- Gobin, Bernard William (1930–2009), US-amerikanischer Bildhauer, Fischer, Musiker und politischer Führer der Tulalip-Stämme
- Gobin, John P. S. (1837–1910), US-amerikanischer Politiker
- Gobin, Maneesh, mauritischer Politiker
- Gobind Singh (1666–1708), zehnter und letzter Guru des Sikhismus
- Gobineau, Arthur de (1816–1882), französischer Diplomat und SchriftstellerArthur de Gobineau (1816–1882)

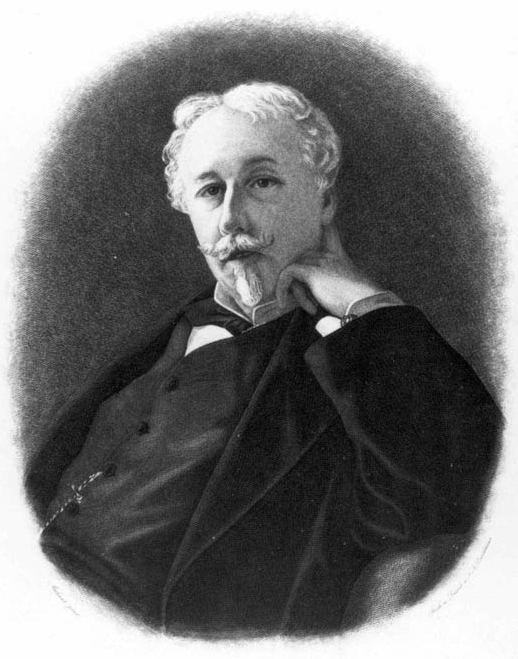
Arthur de Gobineau (1816–1882)

- Gobius, Gregor († 1658), Bürgermeister in Görlitz
- Gobius, Marian (1910–1994), niederländische Bildhauerin

### Gobl
- Göbl, Camilla (1871–1965), österreichische Malerin, Grafikerin und Kunstpädagogin
- Göbl, Josef (1905–1971), österreichischer Eishockeyspieler und Eishockeyschiedsrichter
- Göbl, Lukas (* 1977), österreichischer Architekt
- Göbl, Margret (1938–2013), deutsche Eiskunstläuferin
- Göbl, Michael (* 1954), österreichischer Historiker, Archivar und Heraldiker
- Göbl, Otto (1936–2009), deutscher Bobfahrer
- Göbl, Peter (1851–1916), römisch-katholischer deutscher Geistlicher
- Göbl, Robert (1919–1997), österreichischer Numismatiker und Hochschullehrer
- Goble, Carole (* 1961), britische Informatikerin und Hochschullehrerin
- Goble, Chester W. (1892–1975), US-amerikanischer Offizier und Politiker
- Goble, George G. (1929–2017), US-amerikanischer Geotechniker
- Goble, Jacyn (* 1981), US-amerikanischer Basketballschiedsrichter
- Goble, John (* 1978), US-amerikanischer Basketballschiedsrichter
- Göbler, August, deutscher Fußballspieler
- Göbler, Frank (* 1957), deutscher Slawist
- Göbler, Justin (1504–1567), deutscher Jurist
- Goblet d’Alviella, Albert (1790–1873), belgischer General und Staatsmann
- Goblet d’Alviella, Eugène (1846–1925), belgischer Gelehrter und Politiker
- Goblet d’Alviella, Félix (1884–1957), belgischer Fechter
- Goblet, René (1828–1905), französischer Politiker
- Gobley, Nicolas-Théodore (1811–1876), französischer Chemiker und Apotheker
- Goblot, Edmond (1858–1935), französischer Philosoph und Soziologe

### Gobn
- Gobnait, Heilige der katholischen Kirche

### Gobo
- Gobodo-Madikizela, Pumla (* 1955), südafrikanische Psychologin
- Goborow, Waleri Grigorjewitsch (1966–1989), sowjetischer Basketballspieler
- Gobosowa, Esmeralda (* 2003), georgische Skispringerin
- Gobosowi, Alan (* 2004), georgischer Skispringer
- Gobotia, Junel (* 1998), philippinischer Hindernisläufer

### Gobr
- Gobran, Maggie (* 1949), ägyptische koptische Ordensschwester und Gründerin der Organisation Stephen’s Children
- Gobrecht, Heinrich (1909–2002), deutscher Physiker
- Gobrecht, Horst (1936–2015), deutscher Politiker (SPD), MdHB, Hamburger Senator, MdB
- Gobryas, Heerführer im antiken Persien
- Gobryas, Achämenide, Sohn des Großkönigs Dareios I.
- Gobryas I. († 538 v. Chr.), Gouverneur von Sagartien in Gutium
- Gobryas II., Satrap von Babylon und der Transeuphratene

### Gobs
- Gobsch, Hanns (1883–1957), deutscher Schriftsteller

### Gobu
- Gobulo, Wanrong (1906–1946), letzte Kaiserin der Qing-Dynastie in China und spätere Kaiserin von ManchukuoGobulo Wanrong (1906–1946)

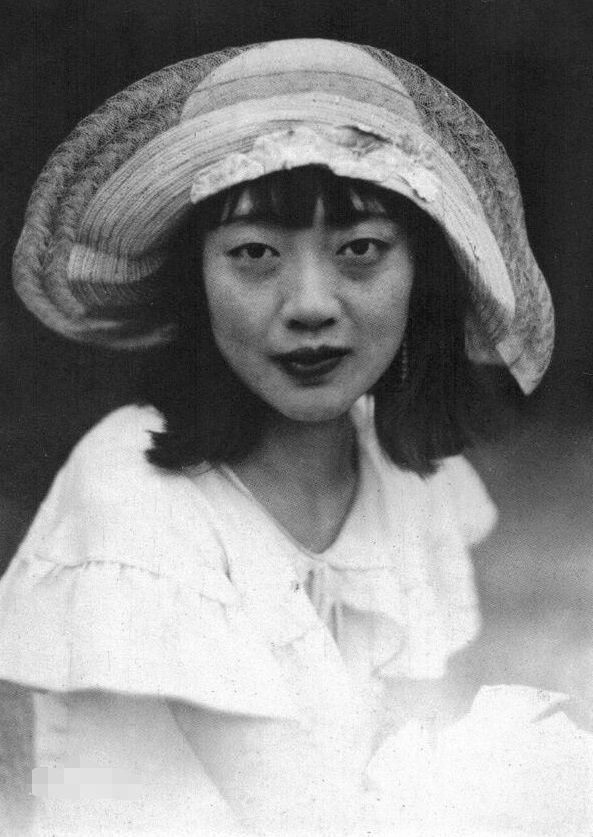
Gobulo Wanrong (1906–1946)

- Goburdhun, Ram Chundur (* 1911), indischer Diplomat

### Gobz
- Gobzems, Aldis (* 1978), lettischer Politiker und Jurist
- Gobziņš, Roberts (* 1964), lettischer Hip-Hop-Musiker